# HE 1523-0901
HE 1523-0901 هو نجم أحمر فائق العملقة يقع في كوكبة الميزان.

## روابط خارجية
- HE 1523-0901 على موقع ويكي سكاي: DSS2, SDSS, GALEX, IRAS, Hydrogen α, X-Ray, Astrophoto, Sky Map, Articles and images